# Сухумская городская клиническая больница
Сухумская клиническая городская больница — лечебно-профилактическое учреждение в системе здравоохранения Сухума, II Сухумская городская больница, располагается в специально выстроенном здании 1914 года.
Работает в режиме как плановой, так и неотложной медицинской помощи.

## История
История сухумской II-ой горбольницы, начинается с 1914 года, когда врачами Н. Г. Рукин К. Д. Спиранти, А. Л. Григолия было построено двух этажное здание, в котором стала размещаться больница.
В 1921 году была переименована во 2-ю Сухумскую совбольницу.
В 1921 году при 2-й Сов больнице была открыта больничная аптека заведующий аптеки был назначен Г. П. Ледин.
В стенах больницы в разное время работали такие известные врачи как Шервашидзе В. А.; Антелава Н. В. действительный член АМН СССР, главный хирург МЗ тогдашней Гр. ССР. ; профессор, доктор медицинских наук Аршба С. Я., позже также приглашенный главным урологом Министерства Здравоохранения Грузинской ССР; такие известные хирурги как Эмухвари Г. Н., Багателия А. П., Тужба В. Л. , Анисим Соломонович Гриц, и многие другие известные врачи.
В Сухумской городской больнице оперировали известные хирурги Вишневский А. А., Арапов Д.А., Розанов Б. С., Мельнаков А. В., Огнев Б. В., Казанский В. И., с 1970—1972 Павел Караманович Аппба.
С 1946—1949 — заведующий хирургическим отделением Сократ Яковлевич Аршба.
10 апреля 1958 года  больнице присвоено имя видного хирурга В. А. Шервашидзе (1888—1957).
Здесь работали врачи Л. Ф. Воронов, Л. В. Либман, Сиргиниди Е. А., Лекпомами И. Т., Пимачёв И. Т., Л. П. Ледин, Х. Идашкина, сестра милосердия А. П. Прокопиди, М. И. Зайонц, А. Сазонова и А. Виллон.
Во время грузино-абхазского конфликта 1992-93 г.г. и в особенности её начала больница была одной из ведущих, а в «послевоенный» период на протяжении длительного времени единственным лечебным учреждением оказывавший всю медицинскую помощь населению Абхазии от Ингура до Гудаутского района учитывая полностью разрешенную инфраструктуру здравоохранения
За весь период из стен больницы выросли 3 министра республики Абхазия (Колтукова, Ольга Викторовна), 2 главных специалиста Республики, один действительный член Академии наук СССР, многие доктора и кандидаты мед. наук, один заслуженный мастер спорта СССР, участник Олимпийских игр в Монреале.
В 2008 во время террористических актов в Абхазии, сюда будут доставляться раненые.

## Современность
Приоритетными направлениями деятельности больницы являются общая и сосудистая хирургия, сердечно-сосудистые заболевания, терапия.
В настоящее время больница в рамках 240 коек располагает хирургическим, терапевтическим, кардиологическим (с палатой интенсивной терапии для инфарктных больных), неврологическим (с палатой интенсивной терапии для инсультных больных), урологическим отделениями.
С 2000 года больница приняла свыше 50 тысяч пациентов.
В 2016 году в больнице работало 222 сотрудника.
В настоящее время в больнице успешно работают опытные врачи высшей категории такие как: Смыр З.Э, Отырба Л. А., Чукбар В. И., Ашуба И. Э., Зурабян С. А., Гицба Ш. Т., Шаповалав М. А., Джинджолия А. В., Джинджия Н.Я и многие другие.
Ведется научная работа:
2011 — научно- практическая конференция «Актуальные проблемы диабетологии», опубликован сборник трудов, практические рекомендации для врачей.
2012 г. — научно-практическая конференция "«Актуальные проблемы кардиологии», посвященная Всемирному дню сердца.
14 ноября 2012 г. — научно-практическая конференция, посвященная всемирному дню диабета.
2013 г. — научно — практическая конференция «Актуальные проблемы неврологии», опубликован сборник трудов, выработаны практические рекомендации для неврологов Республики.
2013 г — международная конференция «Актуальные проблемы офтальмологии» с участием врачей из Москвы, Санкт- Петербурга, Кемерова, Израиля, Турции и др .регионов.
29 мая 2014 г. -научно-практическая конференция по актуальным вопросам пульмонологии.

## Руководители
- Зантариа Георгий Несторович 1967—1975

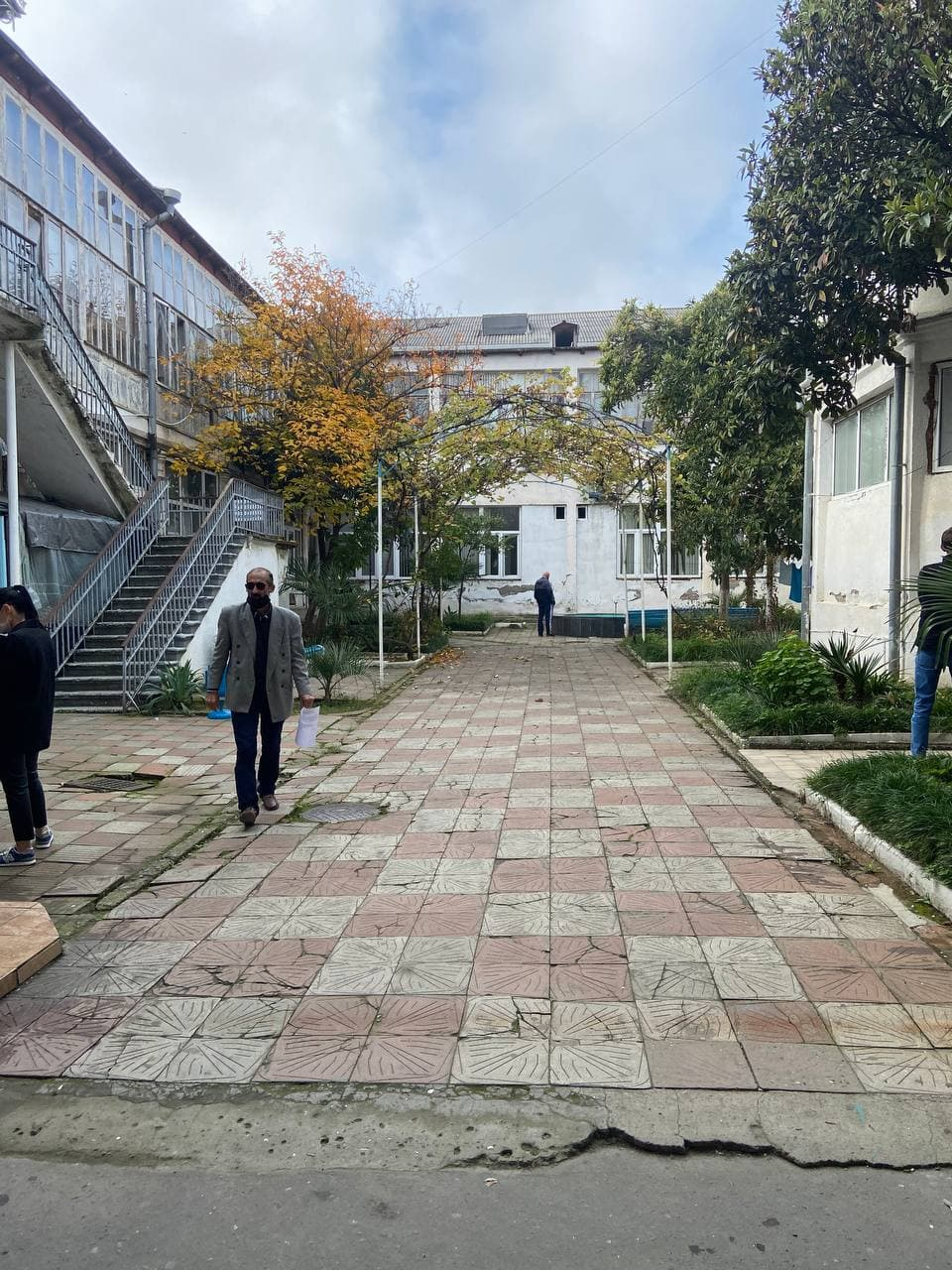
Внутренний двор

- Тужба Вахтанг Леванович 1975—1979
- А́бухба Вячеслав Фиратович[3]

## Отделения
Терапевтическое отделение
Хирургическое отделение
Кардиологическое отделение
Неврологическое отделение
Урологическое отделение
Подразделения:
Консультативно-диагностическое отделение
Кабинет УЗИ
Приёмное отделение
Рентгенологическое отделение
Лаборатория
Аптека